# Influenzavaccine
Influenzavaccine er vaccine, der beskytter mod influenza. En ny version af influenzavaccine udvikles to gange årligt eftersom at influenzavirus hurtigt forandrer sig. De fleste influenzavacciner giver begrænset til høj beskyttelse mod influenza, men alligevel skønnes det at op til 650 000 mennesker dør af luftvejssygdomme forbundet med sæsonbetinget influenza hvert år, og op til 72 000 af disse dødsfald forekommer i Europa.
Både verdenssundhedsorganisationen WHO og Centers for Disease Control and Prevention anbefaler at næsten alle mennesker over 6 måneder vaccineres en gang årligt mod influenza. Det er især relevant for gravide kvinder, børn mellem seks måneder og fem år, for dem med andre helbredsmæssige problemer, Amerikas oprindelige folk og personer der arbejder i sundhedssektoren.

## Teknologisk
I dag fremstilles influenzavaccine ved at influenzavirus dyrkes i stor skala i levende celler eller kyllingæg, renses grundigt og behandles derefter for at inaktivere eller dræbe viruspartiklerne eller for at isolere de vigtige virusantigener. Det kan tage op til seks måneder, før der er tilstrækkelig vaccine til podning af hele befolkninger.
Influenzavaccine er generelt sikker. Hos børn opstår der feber blandt 5-10 % og der kan opstå muskelsmerter eller træthed. I bestemte år har vaccinen forårsaget Guillain Barre syndrom hos ældre i hyppigheden en til en million. Den bør ikke gives til personer med multiallergi overfor æg eller tidligere versioner af vaccinen. Vaccinen findes i versioner med svækkede eller inaktive vira. Versionen med inaktive vira bør benyttes af gravide. De findes i former der kan injiceres i en muskel, sprayes i næsen eller injiceres i huden.
Vaccination mod influenza begyndte i 1930'erne med storskala gennemførelse i USA i 1945. Det er på WHO's liste over essentiel medicin. Grossistprisen for en dosis var i 2014 på 5,25 amerikanske dollar. I USA koster en influenzavaccination mindre end 25 amerikanske dollar.
Beviserne på effekten af vaccination mod influenza blandt voksne over 65 år er dårlig. Vaccinationen får antallet af fraværsdage på arbejde til at falde med i gennemsnit 1/2 dag årligt. Vaccination af børn kan beskytte personer i børnenes omgivelser.